# (2321) Lužnice
(2321) Lužnice est un astéroïde de la ceinture principale.

## Description
(2321) Lužnice est un astéroïde de la ceinture principale. Il fut découvert le 19 février 1980 à l'observatoire Kleť par Zdeňka Vávrová. Il présente une orbite caractérisée par un demi-grand axe de 3,01 UA, une excentricité de 0,06 et une inclinaison de 7,8° par rapport à l'écliptique.

## Compléments